# Cadra
Cadra — рід дрібних нічних метеликів родини вогнівкових (Pyralidae). Рід Ephestia тісно пов'язаний з Cadra і може бути його старшим синонімом. Деякі з цих метеликів по-різному віднесено до того чи іншого роду, зокрема в неентомологічних джерелах. Cadra та Ephestia належать до підродини Phycitinae, а також до триби Phycitini.
Види Cadra зазвичай можна розпізнати за їх зменшеним жилкуванням переднього крила: жилки 4, 7 і 9 відсутні, що робить загалом дев'ять жилок на передньому крилі. Деякі представники цього роду є значними шкідниками сухих рослинних продуктів, таких як насіння та горіхи. Добре відомим прикладом є міль Cadra cautella.

## Види
Види Cadra включають:
- Cadra abstersella (Zeller, 1847)
- Cadra acuta Horak, 1994
- Cadra calidella (Guenée, 1845)
- Cadra cautella
- Cadra corniculata Horak, 1994
- Cadra delattinella Roesler, 1965
- Cadra figulilella
- Cadra furcatella (Herrich-Schäffer, 1849)
- Cadra perfasciata Horak, 1994
- Cadra reniformis Horak, 1994
- Cadra rugosa Horak, 1994